# Maxillariella xanthorhoda
Maxillariella xanthorhoda là một loài thực vật có hoa trong họ Lan. Loài này được (Schltr.) M.A.Blanco & Carnevali mô tả khoa học đầu tiên năm 2007.